# Plac Emila Serkowskiego w Krakowie
Plac Emila Serkowskiego w Krakowie (dawniej Plac Sienny) – plac w Krakowie, w dzielnicy XIII Podgórze, w Podgórzu. Odchodzą od niego ulice: Ignacego Krasickiego, Jana Długosza, Władysława Wareńczyka i planty im. Floriana Nowackiego.
Plac wytyczony został na początku XX wieku pod nazwą plac Sienny na terenie zasypanego średniowiecznego stawu królewskiego. Obecnie otacza wytyczone w latach 1868–1888 planty im. Floriana Nowackiego. W 1908 roku Rada Miasta Krakowa nadała mu obecną nazwę dla upamiętnienia Emila Serkowskiego, inżyniera budowlanego radcy miejskiego, przewodniczącego komisji skarbowej, a także burmistrza w 1888 miasta Podgórze.
Na placu w 1898 roku wzniesiono obelisk upamiętniający Maksymiliana Siła-Nowickiego, zoologa, profesora Uniwersytetu Jagiellońskiego, badacza fauny i flory tatrzańskiej, pioniera ochrony przyrody w Polsce, współtwórcy Towarzystwa Tatrzańskiego, założyciela, w 1879, Krajowego Towarzystwa Rybackiego w Krakowie pierwszej polskiej organizacji wędkarskiej.

## Zabudowa
- pl. Emila Serkowskiego 1 (ul. Władysława Wareńczyka 7) – Dom, ok. 1880.
- pl. Emila Serkowskiego 2 – Kamienica, ok. 1900.
- pl. Emila Serkowskiego 3 – Kamienica, ok. 1925.
- pl. Emila Serkowskiego 6 – Dom, 1893.
- pl. Emila Serkowskiego 7 – Dom.
- pl. Emila Serkowskiego 8 – Dom. Projektował Stanisław Serkowski, Adam Dębski, 1891.
- pl. Emila Serkowskiego 9 – Dom. Projektował Adam Dębski, 1892.
- pl. Emila Serkowskiego 10 – Siedziba instytucji „Dom Kasy Chorych”. Projektował Tadeusz Tombiński, 1925.

Opracowano na podstawie źródła: Gminnej ewidencji zabytków – Kraków.